# 查倫奇 (加利福尼亞州)
查倫奇（英語：Challenge）是位於美國加利福尼亞州尤巴縣的一個非建制地區。該地的面積和人口皆未知。

## 地理
查倫奇的座標為39°29′15″N 121°13′25″W / 39.48750°N 121.22361°W，而該地的平均海拔高度為791米（即2595英尺）。